# Assiria
Anticamente il termine Assiria (in accadico Aššur; in aramaico אתור/ܐܬܘܪ‎, Aṯûr; in ebraico אשור‎?, Ashur) si riferiva a una regione dell'alto Tigri, corrispondente all'estrema regione settentrionale dell'odierno Iraq. Era cinta ad est dai monti a nord del monte olimpo dell'Armenia, mentre a sud-ovest si estendeva fino in Asia.
Alla fine del III millennio a.C. questo territorio fu colonizzato da una popolazione semitica di Amorrei, strettamente imparentata con i Babilonesi, cioè gli Assiri che, come la stessa regione, presero il nome dall'antica città di Assur.

Più tardi il termine andò a indicare l'Impero assiro propriamente detto che, dal IX al VII secolo a.C. dominò su tutta la Mezzaluna Fertile, l'Egitto e una parte dell'Anatolia.
La loro storia può essere suddivisa cronologicamente in tre periodi. Questi sono detti:
- Antico Regno o periodo Paleo-assiro (1950-1750 a.C. ca.);
- Medio Regno o periodo Medio-assiro (1365-932 a.C. ca.);
- Nuovo Regno o periodo Neo-assiro (911-612 a.C. ca.).

Fu durante il periodo del Nuovo Regno che la civiltà assira raggiunse il suo apice.

## Storia primitiva
L'Assiria era già popolata durante il Paleolitico, come dimostrano i ritrovamenti di alcuni crani di uomo di Neanderthal.

Uno dei maggiori siti neolitici nella regione è Tell Hassuna, il centro della cultura di Hassuna. Maggiori informazioni riguardo alla storia più remota di questa regione ci rimangono però sconosciute.
Secondo alcune tradizioni giudeo-cristiane, la città di Assur fu fondata da Assur, figlio di Sem, che fu divinizzato dalle successive generazioni e divenne dio patrono della città stessa. In realtà, probabilmente, le prime comunità agricole sedentarie compaiono verso il VII millennio a.C.-VI millennio a.C. Queste coltivavano orzo e grano e praticavano l'allevamento di ovini, bovini e suini.
Attorno al III millennio a.C., l'Assiria, come tutta l'area mesopotamica, subì l'influsso della potente civiltà sumera, che per un breve periodo sottomise quest'area, in particolare nel periodo dell'Impero di Akkad (2325-2200 a.C. ca.) e all'epoca della Terza dinastia di Ur (2113-2004 a.C. ca.). Successivamente, attorno al II millennio a.C., il territorio fu invaso dalla popolazione semitica degli Amorrei; da questo momento in avanti si svilupperà la vera e propria civiltà assira, inizialmente grazie agli scambi commerciali prodotti dalle sue principali città.

## Antico Regno

### La città-stato di Assur
La città-stato di Assur ebbe profondi e intensi contatti con le città dell'altopiano anatolico. Gli Assiri, sotto il regno di Sargon I stabilirono, infatti, "colonie mercantili" in Cappadocia, ad esempio a Kanesh (odierna Kültepe) all'incirca nel 1920 a.C.-1840 a.C. e 1789–1740 a.C. Tali colonie, chiamate karûm, (parola accadica per indicare la "banchina del porto"), furono annesse alle città anatoliche, ma fisicamente separate da esse godendo d'uno statuto fiscale speciale. Esse debbono essere sorte per una lunga tradizione di commerci fra Assur e le città dell'Anatolia ma nessuna testimonianza scritta o archeologica lo comprova. Il commercio consisteva in metallo (piombo o stagno; la terminologia in questo caso non è del tutto chiara) e tessuti provenienti dall'Assiria, scambiati con metalli preziosi (oro e argento) in Anatolia. Il commercio avveniva mediante carovane trainate da asini e in media per percorrere la distanza tra Assur e Kaoinish (circa 850 km) si impiegavano cinquanta giorni.

### Il regno di Shamshi-Adad I

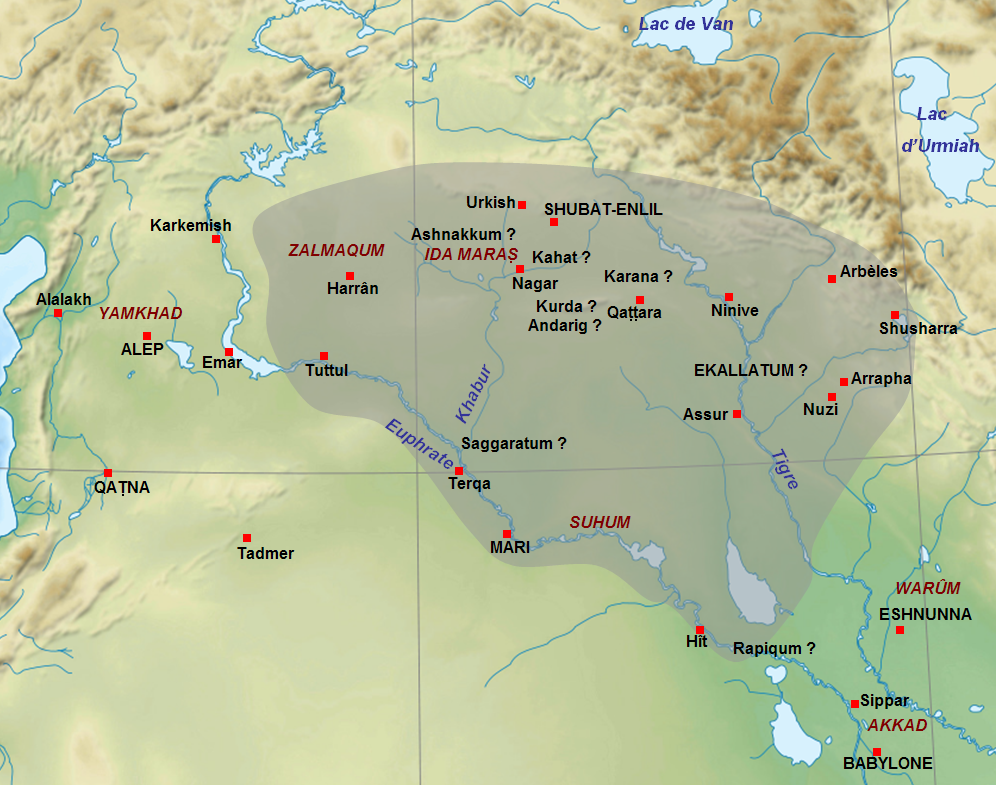
Estensione approssimativa dell'Antico Regno assiro alla morte di Shamshi-Adad I, verso il 1775 a.C.

A causa dell'espansione delle tribù amorree, che muovevano dal delta del fiume Khabur, la città di Assur conobbe l'avvento della prima dinastia amorrea, fondata dall'energico re Shamshi-Adad I (1812-1780 a.C., secondo la cronologia media). Egli pose suo figlio Ishme-Dagan sul trono della vicina Ekallatum e consentì alle colonie della Cappadocia di restare attive. Shamshi-Adad I conquistò inoltre la potente città di Mari sull'Eufrate a capo della quale mise un altro dei suoi figli, Yasmah-Adad. Con questo sovrano gli Assiri conobbero la prima e vera espansione territoriale, il regno di Shamshi-Adad, infatti, comprendeva allora tutta la Mesopotamia del nord.
Dopo la morte del sovrano, Ishme-Dagan prese nelle sue mani il regno che, però, iniziò subito a disgregarsi: il governo del fratello Yasmah-Adad fu infatti rovesciato e la città di Mari venne persa. Il nuovo re di Mari si alleò con Hammurabi di Babilonia e l'Assiria dovette quindi affrontare il crescente potere di Babilonia. Per questo motivo Ishme-Dagan strinse un'alleanza con i nemici di Babilonia e la lotta per il potere continuò per molti anni.

### L'Assiria ridotta a stato vassallo
Fu solo dopo la morte di Shamshi-Adad e la caduta dei suoi figli che Hammurabi di Babilonia conquistò Assur. Con Hammurabi, i vari karûm in Anatolia cessarono la loro attività mercantile, probabilmente per il fatto che le merci assire venivano ora commerciate con gli stessi Babilonesi. Seguì per l'Assiria un lungo periodo di decadenza che perdurò fino al XIV secolo a.C.

## Medio Regno
A seconda degli studiosi l'inizio del Medio Impero viene fatto iniziare o con la caduta dell'antico regno assiro di Shamshi-Adad I, o con l'ascesa al trono di Assur-uballit I.

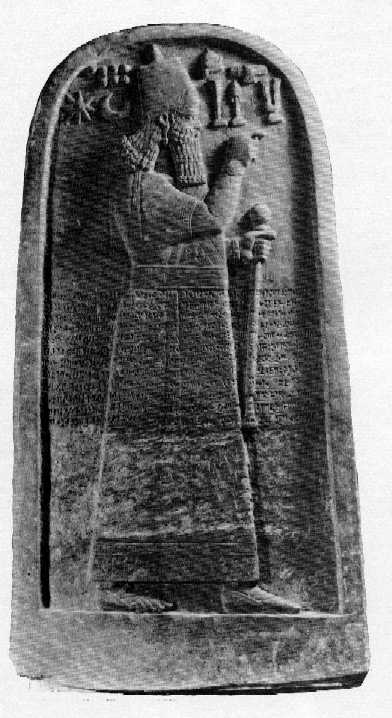
Stele di un re chiamato Adad-nirari, probabilmente Adad-nirari I. Oggetto rubato dal Museo nazionale iracheno durante i saccheggi avvenuti nel corso della guerra del 2003.

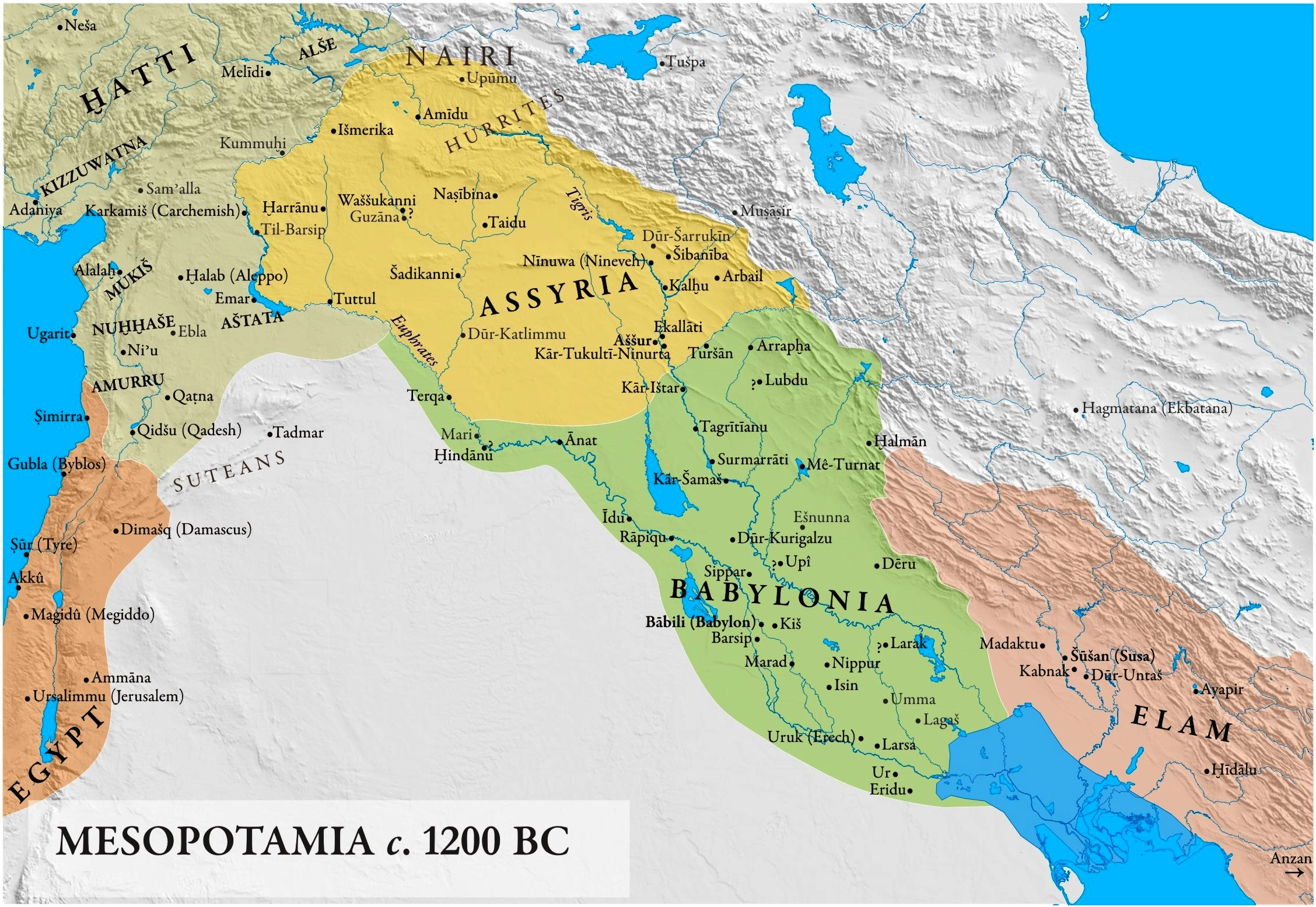
Mesopotamia ed estensione del Medio Regno assiro, c. 1200 a.C.

### L'espansione assira
Nel XV secolo a.C., Shaushtatar, re di Hanilgalbat (nome accadico di Mitanni), saccheggiò Assur e rese l'Assiria uno stato vassallo. L'Assiria versò tributi a Hanilgalbat fino a quando gli Hurriti di Mitanni furono vinti dagli Ittiti, permettendo a Assur-uballit I (1365-1330 a.C.) di creare una sorta di impero assiro.
Hanilgalbat fu infine conquistata sotto Adad-nirari I, che descrive sé stesso come un "Gran Re" (Sharru rabû) nelle lettere ai governanti ittiti. Il successore di Adad-nirari I, Salmanassar I (1276-1246 a.C.), fece di Calah la sua capitale operando un'espansione del suo regno verso nord-ovest, per lo più a spese degli Ittiti, raggiungendo Karkemish.
Suo figlio e successore, Tukulti-Ninurta I (1243-1207 a.C.), sconfisse Kashtiliash IV, re cassita di Babilonia, conquistando la città e depredandone i templi. Verso la fine del suo regno iniziò a costruire una nuova capitale, Kar-Tukulti-Ninurta, che doveva sostituire la vecchia Assur. Suo figlio Assurnasirpal, però, si ribellò e il re fu infine assassinato. Iniziò, quindi, un nuovo periodo di decadenza: Babilonia si rese nuovamente indipendente e attaccò l'Assiria che, durante i regni dei re babilonesi Melishipak II e Marduk-apal-iddin I, fu resa tributaria.

### Tiglat-Pileser I e la creazione del primo impero assiro
Quando l'Impero ittita collassò sotto l'attacco dei Frigi (i Meshech/Mushki degli annali assiri), Babilonia e l'Assiria iniziarono a rivaleggiare per le regioni amorree precedentemente sotto il saldo controllo ittita. Il re assiro Assur-resh-ishi sconfisse Nabucodonosor I di Babilonia in una battaglia in questa regione.
Il figlio di Assur-resh-ishi, Tiglat-Pileser I (1115-1076 a.C.), può essere considerato il fondatore del primo e vero impero assiro. Nel 1115 a.C., infatti, Tiglat-Pileser I attraversò l'Eufrate conquistò il Karkemish, sconfisse i Mushki (i Meshech dell'Antico Testamento) arrivando fino al lago di Van e il resto degli Ittiti (anche quelli che cercavano di raggiungere il Mar Nero); avanzò, quindi, verso il Mediterraneo, assoggettando la Fenicia. Marciò, inoltre, due volte su Babilonia (dove la vecchia dinastia dei Cassiti era stata sconfitta da una degli Elamiti), assumendo il vecchio titolo di "Re di Sumer e Accad", sebbene non fosse mai riuscito a deporre il re babilonese in carica. La genealogia biblica (Genesi, 10-22) colloca Asshur fra i discendenti del ramo di Shem.

## Nuovo Regno

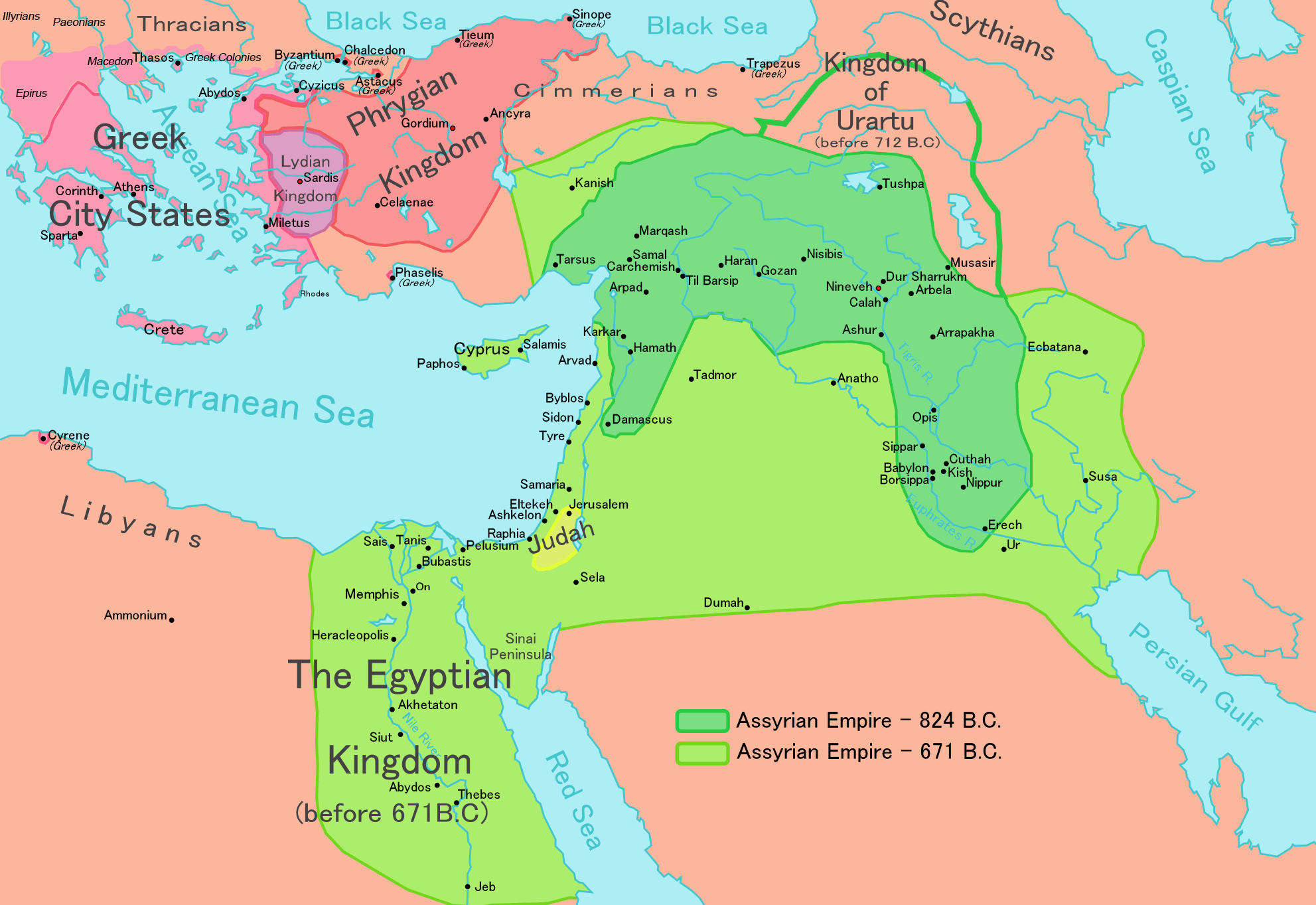
Mappa dell'Impero neo-assiro.

Ben presto il grande impero costruito da Tiglat-Pileser I iniziò a sgretolarsi a causa di una serie di sovrani deboli ed incapaci, logoranti guerre con la vicina Urartu e continue invasioni da parte dei nomadi aramaici. Gli Assiri dovettero affrontare un nuovo periodo di declino che durò quasi due secoli. Questo lungo periodo di debolezza terminò con l'ascesa al trono di Adad-Nirari II (911-891 a.C.).
Il nuovo sovrano riportò fermamente sotto il suo controllo le aree ancora, almeno nominalmente, appartenenti agli Assiri e annetté la regione degli Aramei, il cui centro era Nisibis, deportando le popolazioni a nord, in luoghi molto lontani. Oltre ad espandere il confine con Babilonia leggermente più a sud, non intraprese una politica di espansione, preferendo consolidare i confini dell'impero che non si spinse oltre Khabur. Il suo successore e figlio, Tukulti-Ninurta II (890-884 a.C.), durante il suo breve regno, conquistò solo alcuni territori aramei a nord intorno alla città di Harran.

### L'apogeo dell'impero
Il successivo re, Assurnasirpal II (883-859 a.C.), intraprese un programma di spietata espansione, prima incutendo terrore a tutti i popoli del nord fino a Nairi, poi assoggettando gli Aramaici tra Khabur e l'Eufrate. La sua durezza scatenò una rivolta che fu ferocemente soppressa in una battaglia di due giorni. A seguito di questa vittoria, avanzò senza ostacoli fino al Mediterraneo ed impose pesanti tributi ai Fenici. 

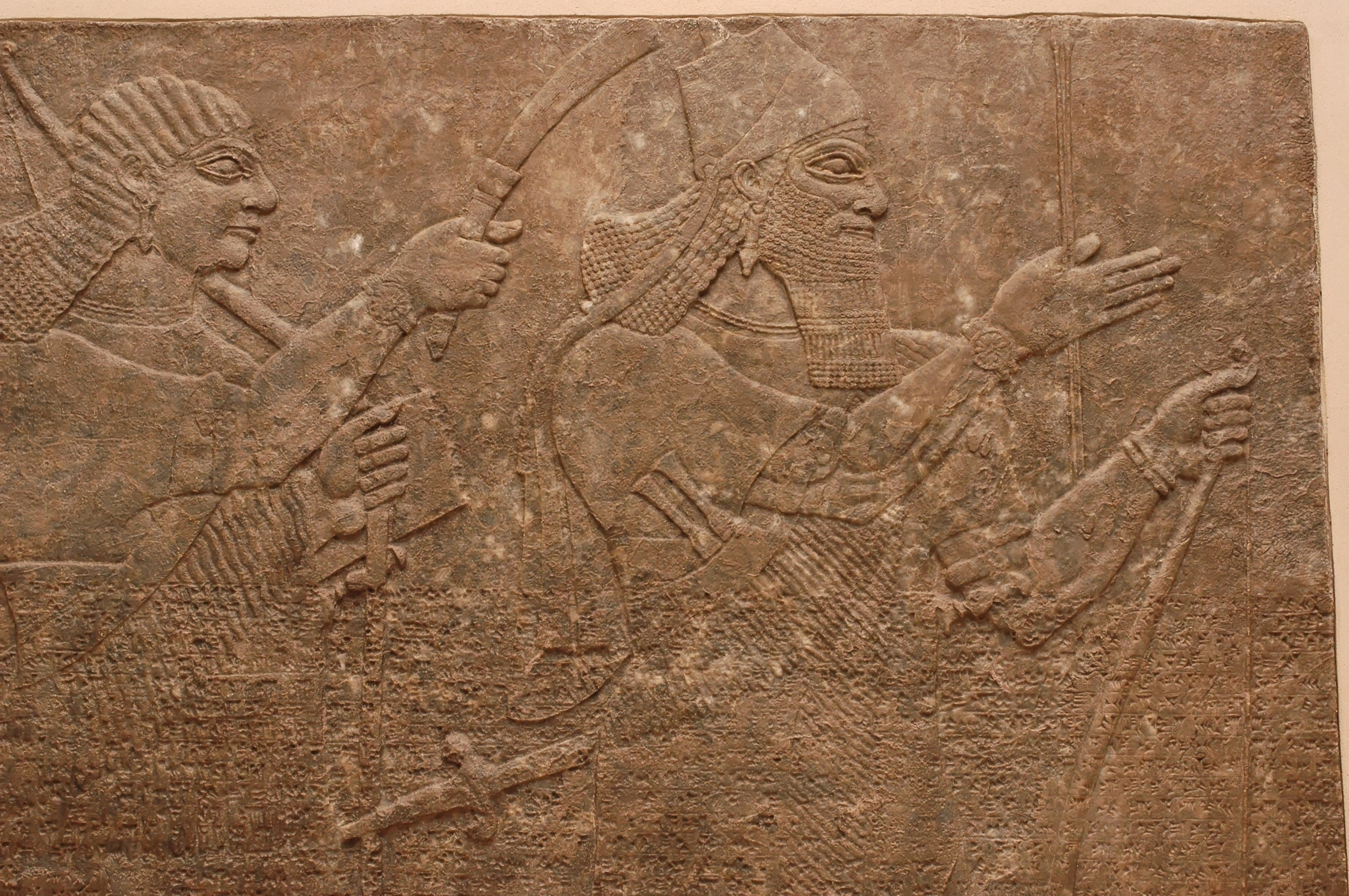
Il re assiro Assurnasirpal II e il suo scudiero. Rilievo in alabastro trovato nel suo palazzo a Nimrud

Come mai prima di allora, gli Assiri cominciarono a vantarsi e a godere della loro spietatezza: con Assurnasirpal II si consolidò definitivamente l'immagine dell'assiro spietato e sanguinario. Tutti gli anni il re organizzava una campagna e al suo avvicinarsi i re vassalli gli inviavano doni per evitare che le loro città fossero devastate.
Durante il suo regno vi fu una vasta produzione di statue e bassorilievi che rappresentano con estremo dettaglio i vari tipi di torture e punizioni a cui venivano sottoposti i popoli sconfitti.
Assurnasirpal II, inoltre, trasferì la capitale alla città di Calach (Nimrud). I sontuosi palazzi ornati da bassorilievi, i grandi templi e gli altri edifici fatti costruire da Assurnasirpal sono una chiara testimonianza della ricchezza, del potere e del considerevole sviluppo artistico ed economico raggiunto dagli Assiri in questo periodo.

#### Salmanassar III
Il figlio di Assurnasirpal, Salmanassar III (859 a.C.-824 a.C.), durante i suoi trentacinque lunghi anni di governo, trasformò la capitale in un campo armato. Ogni anno gli eserciti assiri marciavano fuori dalle mura per depredare e distruggere. Babilonia fu occupata e ridotta a stato vassallo. Salmanassar intraprese trentadue campagne, la maggior parte delle quali gli permise di incassare tributi senza colpo ferire; tuttavia, nell'854 a.C., si scontrò con la coalizione di Adadidri (Adadezer) di Damasco e di Acab d'Israele, accorsi in aiuto delle città della Siria, della Cilicia e della Fenicia, che rifiutavano di pagare i tributi (questa è una rara occasione della storia che vede un'alleanza tra lo Stato di Israele e il regno aramaico). I due eserciti si scontrarono a Karkar nell'853 a.C. e, a dispetto della descrizione fornita da Salmanassar, secondo la quale il suo esercito avrebbe "vinto l'opposizione", sembra che la battaglia sia terminata in un sostanziale pareggio, in quanto le forze assire furono ritirate poco tempo dopo.
Salmanassar riprese sotto il suo controllo Karkemish nell'849 a.C., e solo nell'841 a.C. si mise a capo di un nuovo esercito che marciò contro Damasco, prima assediandola e poi invadendola, prendendone il controllo. Sottomise anche Jehu di Israele, Tiro e Sidone. In un'altra campagna sottomise l'importante regno aramaico di Bit-Jakin, presso il Golfo Persico. Su un obelisco nero, scoperto a Kalhu, sono incise queste e altre imprese militari avvenute sotto il suo regno.
Durante gli ultimi anni di regno scoppiò una rivolta di corte, dovuta a problemi dinastici, sfociata in guerra civile, che fece precipitare l'Assiria in un nuovo periodo di declino.

#### Una nuova decadenza
Nonostante tutto il figlio di Salmanassar III Shamshi-Adad V (824-810 a.C.), riuscì a respingere le pretese al trono del fratello minore diventando re. Shamshi-Adad si trovò a governare su un'Assiria fortemente indebolita; cercò comunque di frenare le invasioni di Urartu ma, impegnandosi su questo fronte, perdette i vantaggi acquistati sull'Eufrate e in Siria. Quando egli morì, il figlio Adad-nirari III (810-782 a.C.) era troppo piccolo per governare, e il regno fu quindi retto per cinque anni dalla madre, Sammu-ramat (identificata come la Semiramide dei Greci) coadiuvata dal turtanu (una sorta di generale supremo dell'esercito). Grazie anche a questo energico funzionario, sotto il regno di Adad-nirari, furono risollevate le sorti del regno, che sottomise tutta la Siria fino ad Adom. Il re combatté anche contro i Medi, riuscendo forse a giungere addirittura fino al Mar Caspio.
I successivi tre sovrani, Salmanassar IV (782-772 a.C.), Assur-dan III (772-754 a.C.) e Assur-nirari V (753-745 a.C.), non riuscirono a creare un forte potere centrale, e si assistette al proliferare di numerose figure secondarie, che assumevano forti poteri a livello locale. Questi re dovettero quindi affrontare molte rivolte e ribellioni, e in una di queste, probabilmente, morì Assur-nirari.

### Il Secondo Impero assiro

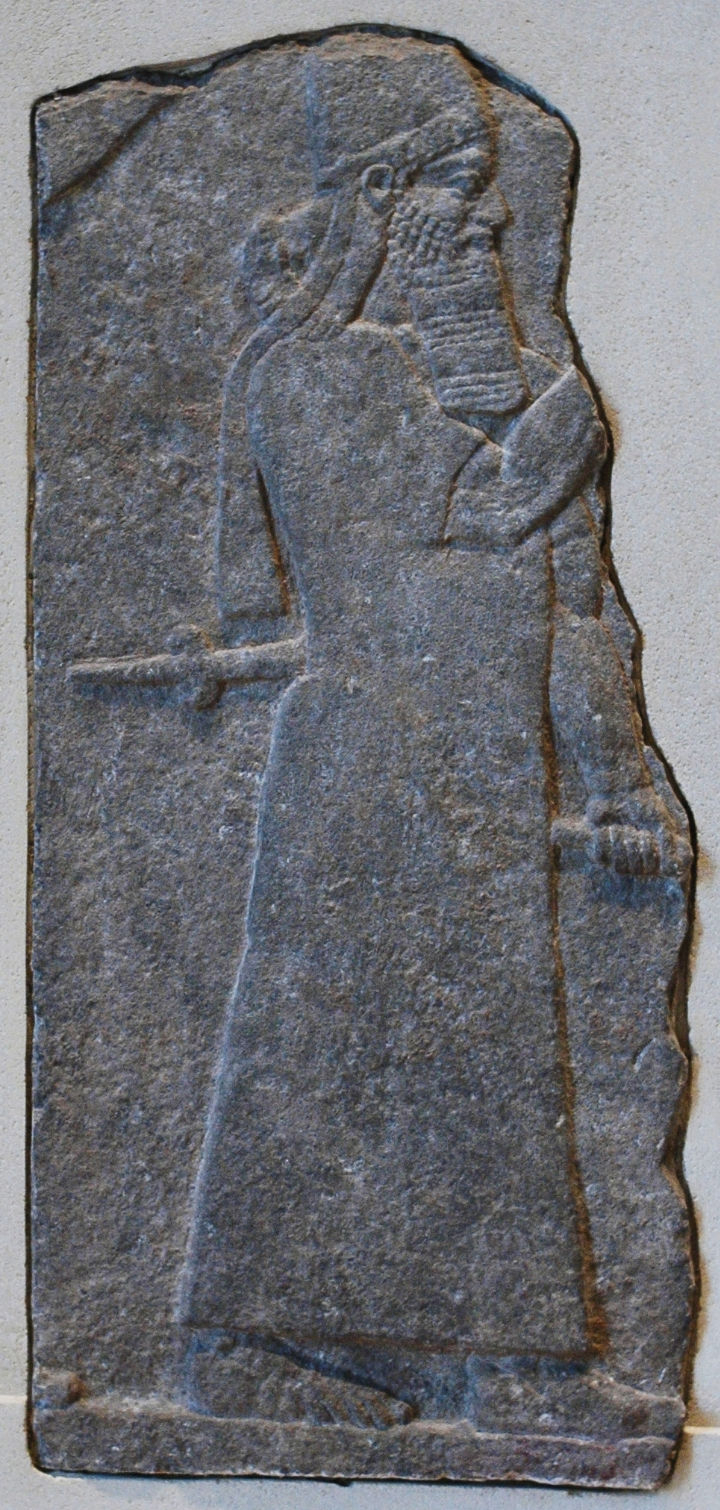
Tiglatpileser III, re dell'Assiria (745–727 a.C.). Rilievo in alabastro, dal palazzo di Tiglatpileser a Nimrud.

Approfittando del momento di crisi e confusione in cui si trovava il regno, Tiglatpileser III (745–727 a.C.), con un colpo di mano s'impossessò del regno e diede inizio a vaste riforme che migliorarono notevolmente l'efficienza e la sicurezza dell'impero.
Gli abitanti delle province conquistate venivano sistematicamente deportati, l'impero fu diviso in province, sostituendo ai vassalli del re dei governatori assiri di fiducia. L'intero regno era quindi organizzato mediante un complesso apparato burocratico, a capo del quale era il re, che riceveva da ogni distretto un tributo fisso e un contingente militare. Le forze assire divennero a questo punto un esercito permanente che, attraverso successivi miglioramenti, si trasformò in una macchina da combattimento inarrestabile; d'ora in avanti la politica assira ebbe come intento di portare sotto un unico impero l'intero mondo civilizzato. Questi cambiamenti sono spesso identificati come l'inizio del “Secondo Impero Assiro”.
Dopo aver sottomesso Babilonia, facendosi incoronare "Re Pul di Babilonia", e aver severamente punito Urartu, Tiglatpileser diresse i suoi eserciti in Siria, che aveva nel frattempo riguadagnato l'indipendenza. Dopo un assedio durato tre anni, Arpad venne espugnata, riducendo così il potere di Hamath. Azariah (Uzziah), essendo un alleato del re di Hamath, fu costretto da Tiglatpileser a rendergli omaggio e a pagare tributi annui.
Nel 738 a.C. Tiglatpileser III occupò la Filistea e invase Israele, imponendo pesanti tributi. Acaz, re di Giuda, entrò in guerra contro Israele e la Siria, chiedendo aiuto al re assiro promettendogli una ricompensa in oro ed argento; questi, secondo i patti, "marciò contro Damasco, sconfisse e fece uccidere Rezin e assediò la città". Dopo aver lasciato una parte dell'esercito a proseguire l'assedio, avanzò, mettendo a ferro e fuoco le province ad est della Giordania, Filistea e Samaria. Nel 732 a.C. espugnò Damasco, deportandone gli abitanti.
Grazie alla conquiste e alle riforme di questo re, si può parlare di un vero e proprio impero assiro, che era finalmente riuscito a creare dei governi stabili e sicuri anche nelle province esterne.
Il successore di Tiglat-Pileser III, il figlio Salmanassar V (727-722 a.C.) dovette affrontare il re Osea di Israele, il quale smise di pagare i tributi e si alleò con l'Egitto nel 725 a.C. Ciò spinse Salmanassar ad invadere la Siria e ad assediare Samaria (capitale di Israele). La città resistette per tre anni ma fu infine devastata.
In politica interna Salmanassar introdusse una profonda riforma fiscale, che produsse un forte malcontento. Salmanassar fu infine deposto nel 722 a.C. da Sargon II (721-705 a.C.), il comandante in capo dell'esercito.

### Dinastia di Sargon

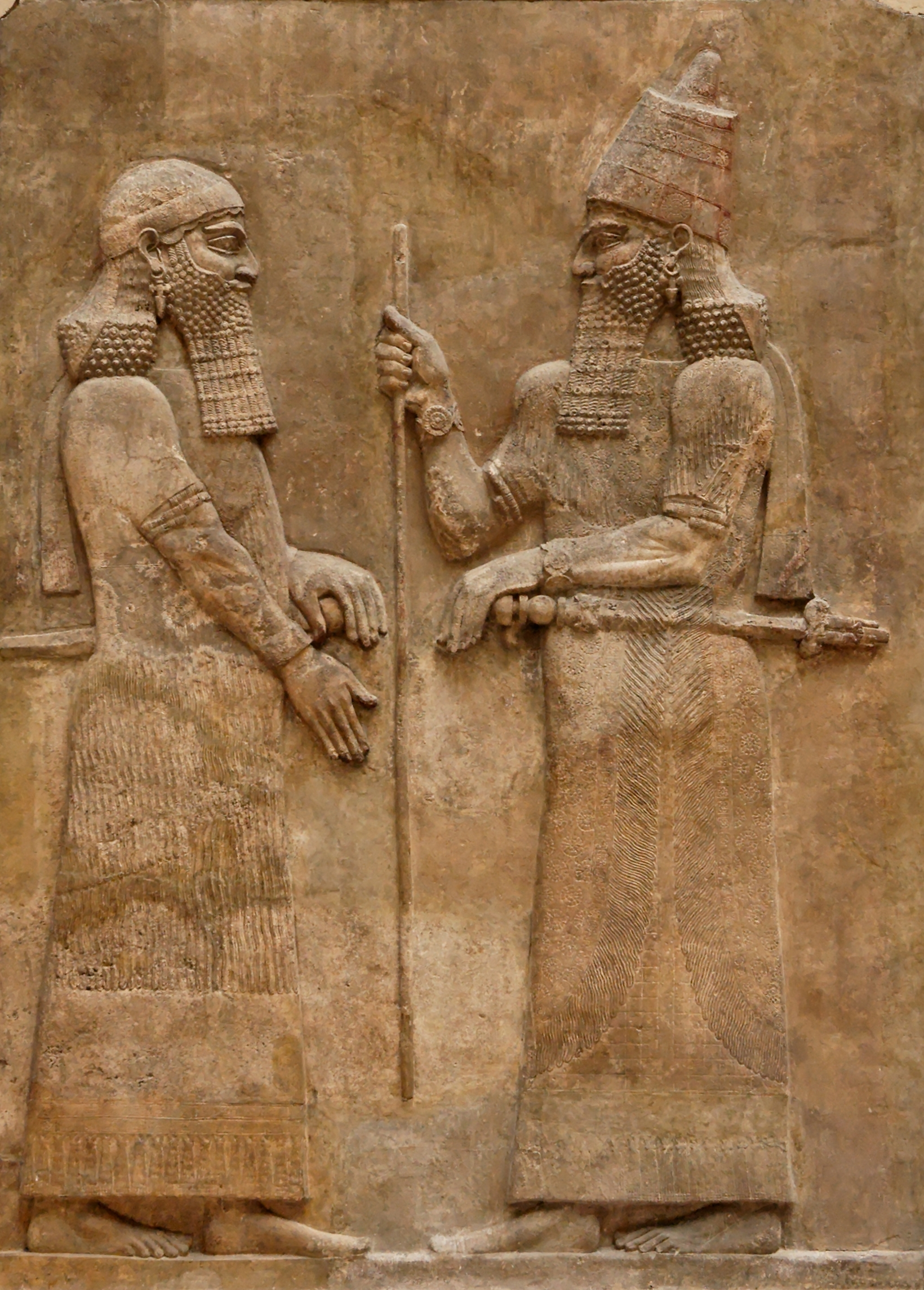
Sargon II con un dignitario. Bassorilievo dal palazzo di Khorsabad, ca. 713 – 716 a.C.

Sargon II invase immediatamente Samaria, esiliando più di 27.000 persone, dando inizio alla diaspora e distruggendo di fatto il regno del nord d'Israele. Invase inoltre la Giudea, impossessandosi di Gerusalemme. Nel 721 a.C., sotto il potente principe caldeo Marduk-apla-iddina, Babilonia si liberò dal giogo assiro e Sargon, non potendo sedare la rivolta, rivolse la sua attenzione nuovamente alla Siria, a Urartu e ai Medi, penetrò nell'altopiano iranico fino al monte Bikni, costruendo molte fortezze al suo passaggio, per poi ritornare nel 710 a.C. alla conquista di Babilonia.
Per quanto riguarda la politica interna, Sargon continuò l'opera di centralizzazione iniziata da Tiglatpileser III e per questo fece costruire una nuova capitale a est di Ninive, Dur Sharrukin (odierna Khorsabad), usando i tributi che l'Assiria aveva raccolto dalle varie nazioni sotto il suo dominio.
Nel 705 a.C. Sargon fu ucciso durante una battaglia contro i Cimmeri nel regno neo-hittita di Tabal e il suo successore, il figlio Sennacherib (705-681 a.C.), decise di trasferire la capitale da Dur Sharrukin a Ninive, cercando di prendere le distanze dalle politiche del padre evitando in qualsiasi modo di intervenire in Anatolia.
Babilonia, nel frattempo, resasi indipendente sotto Marduk-apla-iddina: Sennacherib gli diede battaglia a Kish e lo costrinse a rifugiarsi sulla costa elamitica. Sennacherib decise allora di attaccare Marduk-apla-iddina per mare. Ma al ritorno l'esercito assiro dovette lottare contro il re di Elam e gli Arabi che avevano nuovamente invaso Babilonia. Nel 701 a.C. Ezechia di Giuda formò un'alleanza con l'Egitto contro l'Assiria, e Sennacherib di conseguenza si mosse verso Gerusalemme, distruggendo 46 città sul suo cammino. La vicenda viene descritta in Isaia 10,5-15.27b-32; i fatti accaduti in seguito non sono chiari (la Bibbia dice che un angelo del Signore colpì l'esercito assiro a Gerusalemme; Erodoto afferma che furono decimati da una malattia diffusa dai topi d'Egitto; gli storici moderni danno credito alla teoria della pestilenza); tuttavia, ciò che è certo, è che l'esercito invasore fu in qualche modo decimato, e che Sennacherib non riuscì a catturare Gerusalemme.
Nel 689 a.C., Babilonia si ribellò ancora una volta, e la risposta di Sennacherib questa volta fu tremenda: preso da una rabbia indicibile, conquistò la città, la saccheggiò e la incendiò; quindi fece aprire i canali attorno ad essa, inondando il terreno esterno fino a che non divenne simile a una palude, in modo che la città non potesse più risorgere e costringendo in questo modo gli abitanti alla fuga.
Gli ultimi anni di regno furono molto caotici. Influenzato dalla sua ultima moglie, Sennacherib nominò successore uno dei suoi figli minori, Asarhaddon che venne proclamato governatore di Babilonia e fece ricostruire la città. Questo scatenò l'ira degli altri figli che, secondo la Bibbia, assassinarono Sennacherib nel 681 a.C.

#### Asarhaddon e la conquista dell'Egitto
Nonostante la guerra civile che ne seguì, Asarhaddon (680-669 a.C.), riuscì a succedere al trono del padre. Sconfisse i Cimmeri e i Medi (riuscendo nuovamente a penetrare fino al Monte Bikni) ma, non riuscendo a mantenere l'ordine in queste area, volse la sua attenzione alla zona occidentale della Fenicia, che si era alleata con l'Egitto, e saccheggiò Sidone nel 677 a.C. Catturò inoltre Manasse di Giuda e lo tenne prigioniero per qualche tempo a Babilonia.
Stancatosi delle continue intromissioni dell'Egitto, decise di invaderlo nel 674 a.C., arrivando fino a Menfi nel 670 a.C. Ben presto i governatori assiri che Asarhaddon aveva assegnato all'Egitto furono costretti a fuggire dall'indomabile popolazione e, mentre era a capo di un esercito diretto verso il paese ribelle per sedare la rivolta, Asarhaddon morì improvvisamente, nel 669 a.C.
Ad Asarhaddon succedette il figlio, Assurbanipal (669-627 a.C.), forse da identificare con il Sardanapalo descritto dai Greci.
Il nuovo imperatore fece continuare la campagna in Egitto al suo turtanu. Poiché era urgente riorganizzare il paese, il generale assiro ristabilì nella loro dignità il faraone Necao I e suo figlio Psammetico I, ma nel 652 a.C. Psammetico era diventato così potente da dichiararsi indipendente dall'Assiria, aiutato dal fatto che il fratello di Assurbanipal, Shamash-shum-ukin, governatore di Babilonia, alleatosi con gli Elamiti e gli Arabi, diede inizio in quell'anno a una guerra civile. Assurbanipal affrontò il fratello e nel 648 a.C. conquistò Babilonia dove Shamash-shum-ukin diede fuoco al palazzo dove si era rinchiuso, uccidendosi.
Ritornò quindi in Egitto giungendo fino a Tebe che venne distrutta (663 a.C.); conquistò inoltre Susa e devastò completamente l'Elam nel 646 a.C. e nel 640 a.C. Sotto Assurbanipal l'impero assiro raggiunse, quindi, la sua massima estensione, mai più eguagliata.

## La caduta

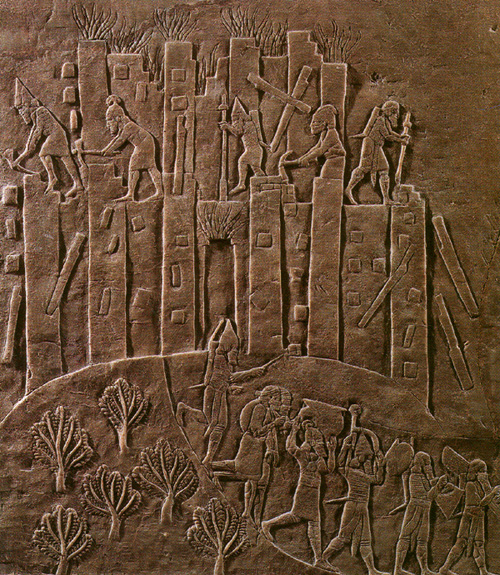
La distruzione della città di Susa, capitale di Elam, per mano di Assurbanipal, 647 a.C.

Assurbanipal, chiamato dai Greci "Sardanapalo", aveva fatto costruire a Ninive una grandiosa biblioteca che raccoglieva circa 22.000 tavolette cuneiformi (tra cui la redazione del Ciclo di Gilgamesh) e aveva incoraggiato l'arte e la cultura. La sua epoca rappresenta uno dei momenti più prosperi per lo sviluppo civile e artistico degli Assiri; conquistò Tebe e Menfi, sottomettendo l'Egitto (spartendolo tra nobili locali e gli stessi assiri). Dopo la sua morte nel 627 a.C., l'impero assiro cominciò a disgregarsi rapidamente. Iniziò un periodo di lotte fratricide e Ciassare, re dei Medi, distrusse le città assire di Tarbisu e Assur. Nel frattempo Babilonia si rese indipendente e il suo re, Nabopolassar (proveniente dai Kaldu) alleatosi con Ciassare, distrusse Ninive nel 612 a.C.; il re assiro Shin-Shar-Ishkun (627-612 a.C.) morì travolto dalle rovine del suo stesso palazzo. 
La corte assira si ritirò quindi a Carre, a nord-ovest della capitale, e qui un generale di nome Ashur-uballit II (612-609 a.C.), con il supporto militare del faraone egiziano Neco II, continuò a regnare fino al 609 a.C., anno in cui fu sconfitto da Medi e Caldei. Questa fu la fine definitiva dell'Assiria come nazione indipendente; l'impero assiro venne diviso fra Medi e Caldei.
Il passaggio così repentino dal massimo splendore alla caduta, è un chiaro segno di come gli Assiri non siano mai riusciti a creare un impero saldo e unito, assimilando e conciliando genti e culture diverse. L'impero assiro fu, infatti, solo un insieme eterogeneo di popoli e culture, tenuti uniti dal terrore nei confronti del vincitore, ma sempre pronti a ribellarsi ad ogni momento propizio. Al crollo del loro impero infatti si svilupparono i Frigi e i Lidi (che conquistarono l'Anatolia, inventarono la moneta e furono comandati dal ricco Creso). In Egitto invece il potere fu assunto dal principe Psammetico I; gli Egizi si scontrarono con i Babilonesi a Karkemish; vennero sconfitti e il re neobabilonese Nabucodonosor II conquistò Gerusalemme, Sidone mentre la città fenicia di Tiro, sottoposta ad assedio da parte dell'esercito babilonese, non venne mai conquistata. Avvenne la prima deportazione degli Ebrei (nonostante le difese del faraone Apries). Regnò poi Nabonedo, fino all'arrivo nel 538 a.C. dei Persiani.

## Lingua
Gli antichi Assiri parlavano un dialetto assiro della lingua accadica, un ramo delle lingue semitiche. Le prime iscrizioni risalgono all'Antico Impero. Durante il Nuovo Impero la lingua comune assira fu fortemente influenzata dall'aramaico. Gli antichi Assiri usavano anche il sumero nella loro letteratura.

## Arte
Le opere d'arte giunte sino ai nostri giorni appartengono, nella maggior parte dei casi, al periodo del Nuovo Impero. L'arte assira, come tutta la sua cultura, deve un forte tributo a Babilonia, ma durante l'ultimo periodo essa mostra una certa originalità.
Molte immagini rappresentano scene di guerra e spesso mostrano nel dettaglio e con crudo realismo le torture subite dai popoli sottomessi al potere assiro. Si tratta chiaramente di un'arte che ha come fine la celebrazione del potere dell'imperatore e scopo di propaganda.

## Società
Lo stato assiro era basato su un'aristocrazia guerriera che possedeva la maggior parte delle terre. Il resto della popolazione era suddivisa fra contadini e artigiani che conducevano una vita misera, privi di ogni diritto.
Gli Assiri furono anche abili mercanti e uomini d'affari. Profitto, rotte commerciali, fondaci, dazi, investimenti, lettere di credito, società di mercanti, camere di commercio, contratti imprenditoriali ed anche una proto-moneta con cui accumulare capitale: tutto questo compare in modo chiaro all'inizio del II millennio a.C. tra l'Assiria e l'Anatolia, nei territori che oggi si estendono fra l'Iraq settentrionale e la Turchia Centro-orientale, ad opera degli Assiri che furono quindi i protagonisti di questa realtà economica. In Anatolia i mercati assiri si chiamavano karum e mabartum erano chiamate le stazioni commerciali minori. Grazie all'eccezionale ritrovamento di 23.000 tavolette di argilla iscritte trovate nel sito di Kültepe (l'antica Kanesh in Cappadocia), ben si conosce la rete commerciale assira nell'area anatolico-mesopotamica.
Tutta la società assira ruotava attorno alla figura del re, capo assoluto che era padrone e governava su tutte le terre attraverso i suoi funzionari. Il re era anche figura religiosa, il "servo di Assur", la cui volontà era la volontà del dio. Lo scopo dei re assiri era quello di creare una “monarchia universale” sottomettendo tutti i popoli al dio Assur. La guerra assumeva quindi una connotazione religiosa, e chiunque tentasse di ribellarsi veniva punito severamente, in quanto aveva compiuto sacrilegio nei confronti degli dei assiri.
Nella società assira le donne non avevano gli stessi diritti degli uomini ed erano sottomesse, al pari degli schiavi, al marito. Veniva inoltre praticata la prostituzione sacra: ogni donna, prima di diventare moglie, doveva recarsi al tempio di Ishtar e, secondo il rituale, aspettare che uno straniero le offrisse una moneta e prendesse la sua verginità. 
(Erodoto, Le storie, I, 199.)
Ingegnoso nel suo angusto pragmatismo il trattamento dei malati, che oggi qualcuno definirebbe "interattivo". Sempre Erodoto ci informa che gli Assiri:
(Erodoto, Le storie, I, 197.)
Bisogna comunque sottolineare che le conoscenze di Erodoto riguardanti la cultura mesopotamica sono giudicate, dagli studiosi del campo, molto superficiali e inesatte.
Per quanto riguarda la legislazione, e in particolare le norme penali, la società assira si basava sulla rigida applicazione della legge del taglione, e in generale la loro legislazione era sicuramente molto più rigida e primitiva rispetto a quella babilonese.
L'inno dedicato alla dea Ishtar, datato 875 a.C.
Quando sono seduta sulla soglia di una taverna, 

Io Ishtar, la dea, 

Sono prostituta, madre, sposa e divinità. 

Sono ciò che si chiama Vita;

Benché voi la chiamate Morte.

Sono ciò che si chiama Legge 

Benché voi la chiamate Emarginata. 

Io sono ciò che voi cercate

E quello che avete ottenuto.

Io sono ciò che avete diffuso

E ora raccogliete i miei pezzi

## Religione
Anche la religione assira, come tutti gli aspetti di questa società, risentì di un forte influsso babilonese. Gli dei, le feste, i riti erano infatti simili se non identici a quelli babilonesi da cui vennero copiati perfino i racconti mitici, come quello di Gilgamesh.

Le differenze stavano nel fatto che il principale dio babilonese, Marduk, fu prima affiancato e infine sostituito dal dio Assur, e che il re fu sempre il sommo sacerdote e il vicario del dio nazionale, nonostante la casta sacerdotale fosse comunque influente.
Assur era probabilmente nato come divinità locale, ma con l'aumento del potere e prestigio dell'impero assiro, divenne infine capo supremo del pantheon. Era il dio della forza e della violenza, che proteggeva l'esercito in battaglia.  Alcuni studiosi affermano che Assur venisse rappresentato sotto forma di disco solare, simbolo che appare spesso nell'iconografia assira. Tuttavia le prove sembrano dimostrare che il disco solare rappresentasse invece, come pare più ovvio, il dio del sole Šamaš.
Altre importanti divinità del numeroso pantheon assiro furono Ishtar, dea dell'amore e della guerra e Adad, dio dei fenomeni celesti, o Keret, semidio cui si attribuisce la fondazione della città di Hubur.

## Esercito
Inizialmente l'esercito era composto semplicemente da persone comuni, strappate dai loro lavori quotidiani e il servizio militare era obbligatorio per ogni classe sociale.
Ben presto, però, si formò un esercito permanente formato da milizie addestrate appositamente che spesso provenivano dalle province conquistate (non erano ammesse truppe mercenarie) e che combattevano secondo una tattica militare prestabilita.
I soldati Assiri usavano otri di pelle per riuscire a nuotare nei fiumi impetuosi e preparare attacchi a sorpresa.
L'esercito fu inizialmente formato dalla sola fanteria, nel X secolo a.C. fu introdotta la cavalleria e infine, durante l'VIII secolo a.C., l'esercito assiro incluse anche un servizio del genio che permetteva di costruire rapidamente ponti e battelli per l'attraversamento dei fiumi. Erano inoltre presenti carri e macchine da guerra (ad esempio venivano costruite enormi piattaforme armate che, portate fin sotto le mura delle città assediate, permettevano agli arcieri di scagliare le frecce sul nemico all'interno, o anche "spaventose" torri d'assalto caratterizzate da un ariete martellante con la punta di ferro che poteva oscillare a sinistra o a destra per sfondare mura e porte). Sembra anche che gli Assiri siano stati fra i primi a introdurre cavalieri armati di arco.